# Circo de Colomers

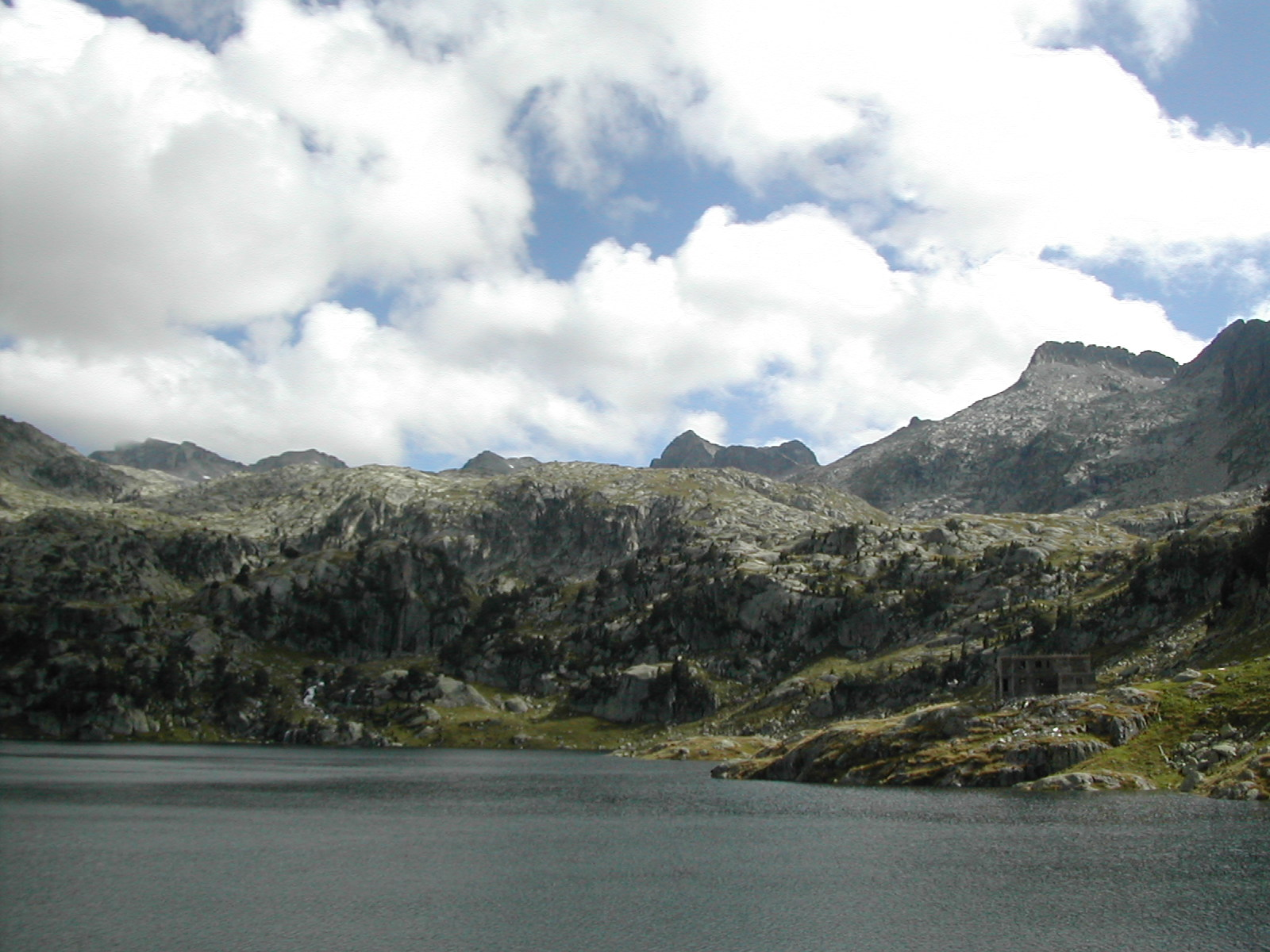
Lago Mayor de Colomers

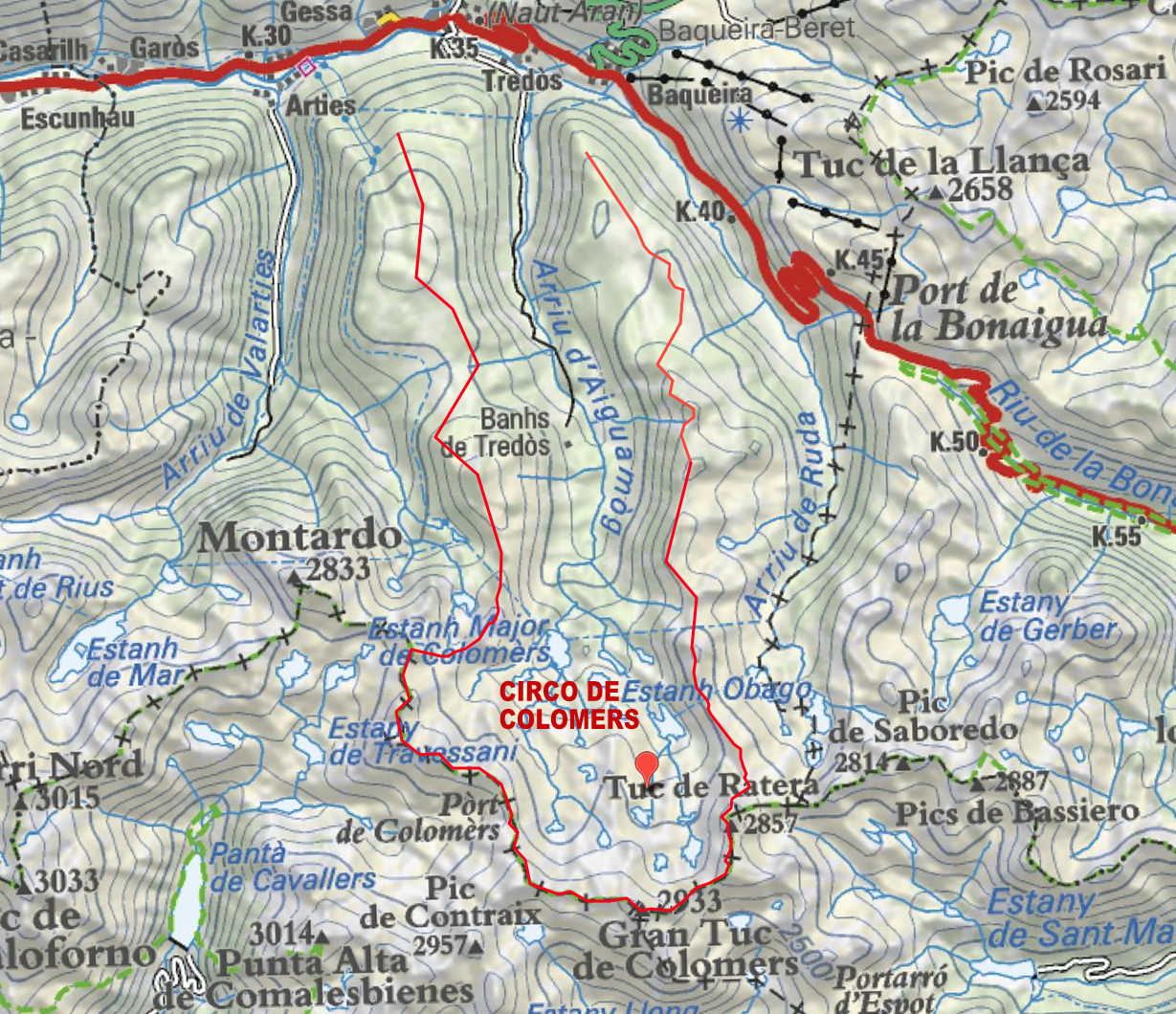
Circo de Colomers y valle del Aiguamog, en el Valle de Arán, Cataluña, sobre un plano de Instamaps. Al este, el circo de Saboredo.

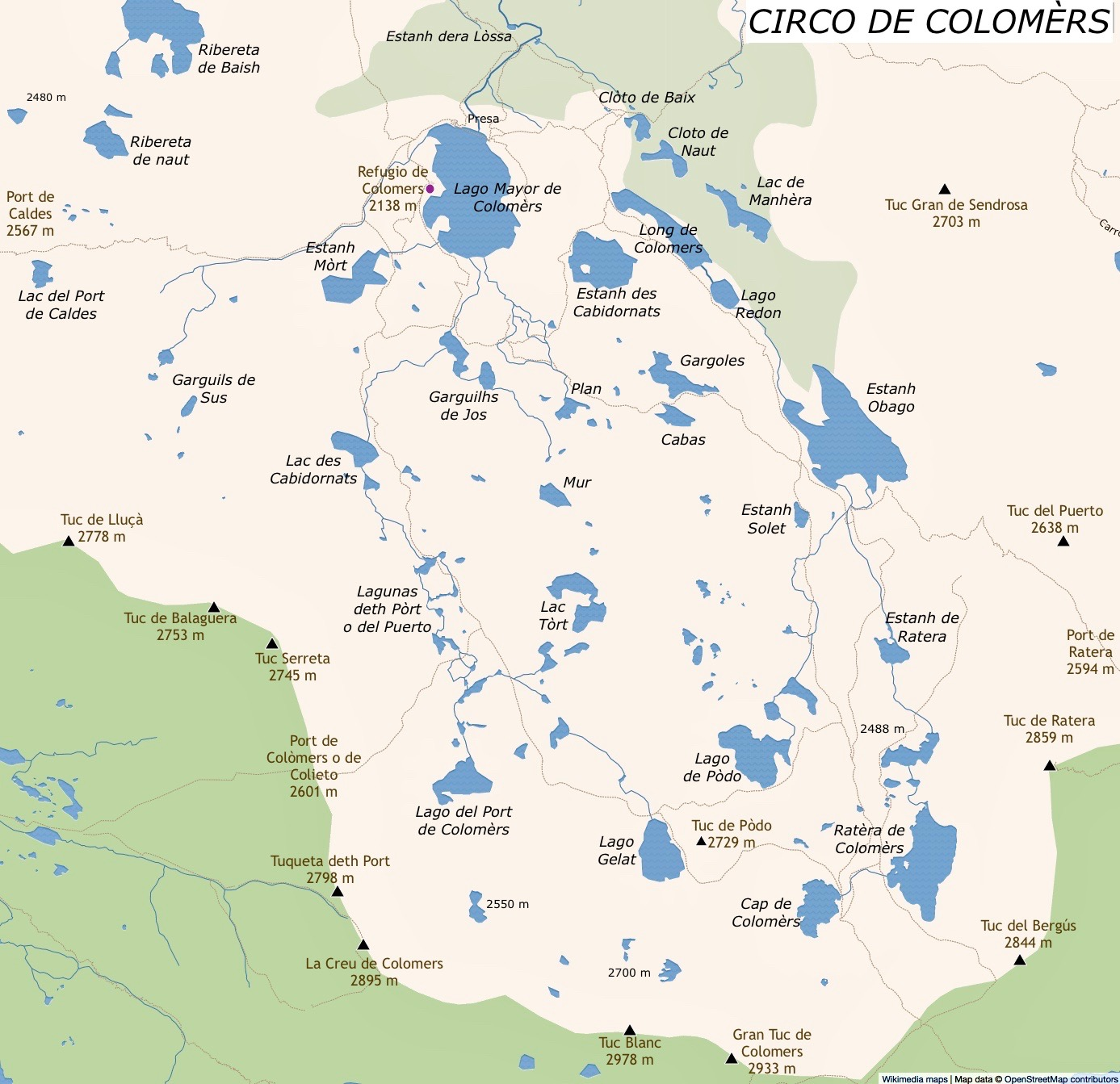
Lagos y cimas más destacables del circo de Colomers

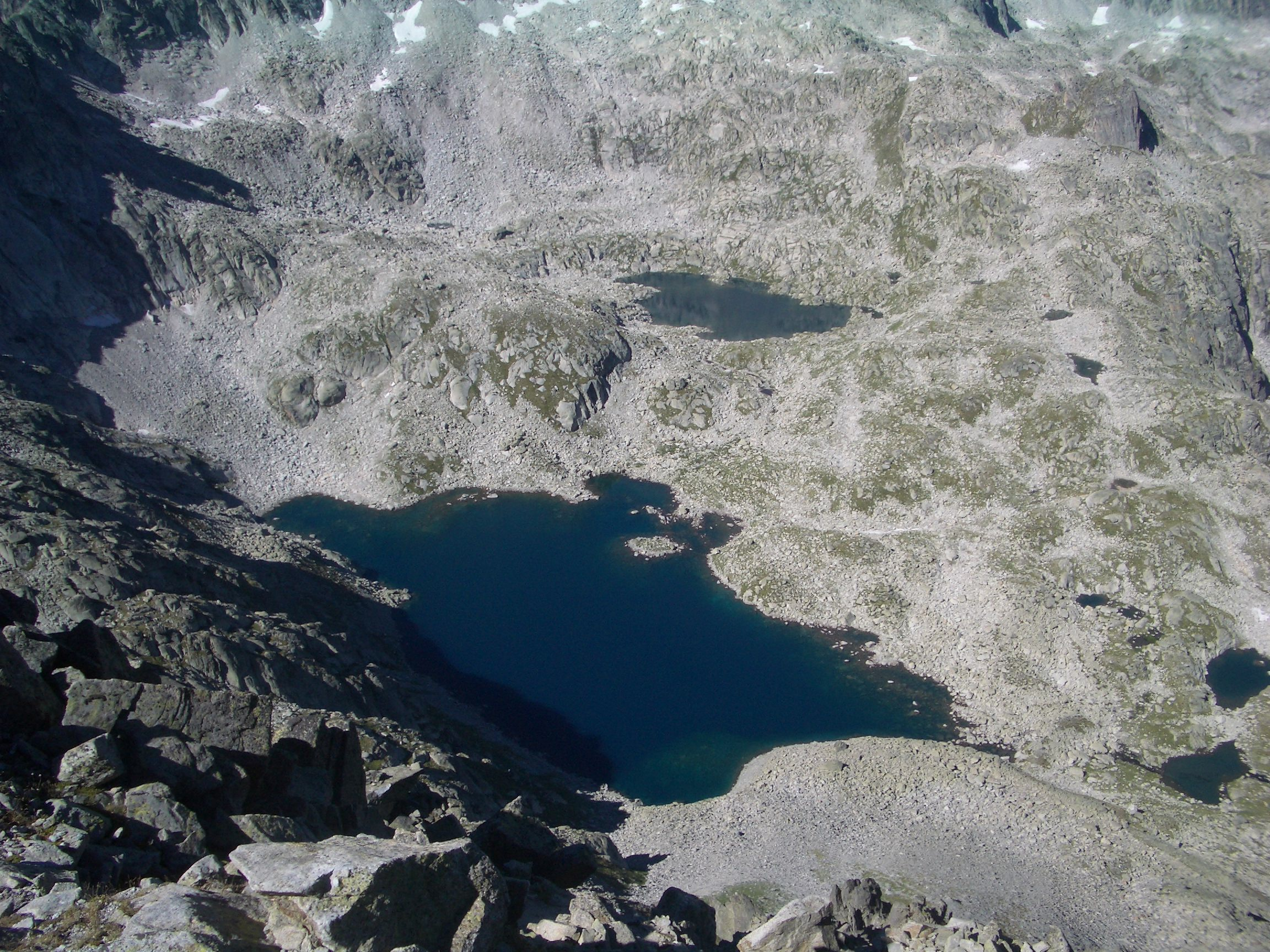
Lagos de Ratera de Colòmers y Cap de Colòmers

El circo de Colomers —Circ de Colomèrs, en aranés— es un circo glaciar en la zona axial de los Pirineos, orientado al norte, en el Valle de Arán, en Cataluña, España. Está formado por una serie de cumbres que superan los 2500 m de altitud y contiene casi cincuenta lagos de todos los tamaños que forman parte de la cabecera del río Garona a través del río Aiguamoix (en aranés, Aiguamòg).
El nombre del circo procede del explorador francés Charles-Joseph Colomès de Juillan (1799-1870), ingeniero de puentes y caminos nacido en Tarbes, Francia, de padres españoles, que lo dio a conocer en 1838, dando paso a una era de viajes y exploración de las cumbres pirenáicas, entre cuyos pioneros se incluye el poeta Jacinto Verdaguer, que estuvo aquí en 1883 mientras se documentaba para su poema Canigó.
Hay al menos 32 lagos de más de media hectárea, muchos de ellos unidos mediante un canal subterráneo artificial que desagua en el Estany Major de Colomers, desde donde se abastece la central hidroeléctrica de Artíes, que también recibe agua del Garona de Ruda, que nace en Baqueira.

## Descripción
El circo de Colomers, formado en su mayor parte por materiales graníticos, da lugar al río Aiguamoix (Aiguamòg en aranés), que desemboca en el Garona de Ruda, frente a la población de Tredós. En la parte baja del valle se encuentra el embalse de Aiguamoix (Aiguamòg), de 9 hectáreas y 1 hm³ de capacidad, que forma parte del sistema de regulación de la central hidroeléctrica de Artíes.

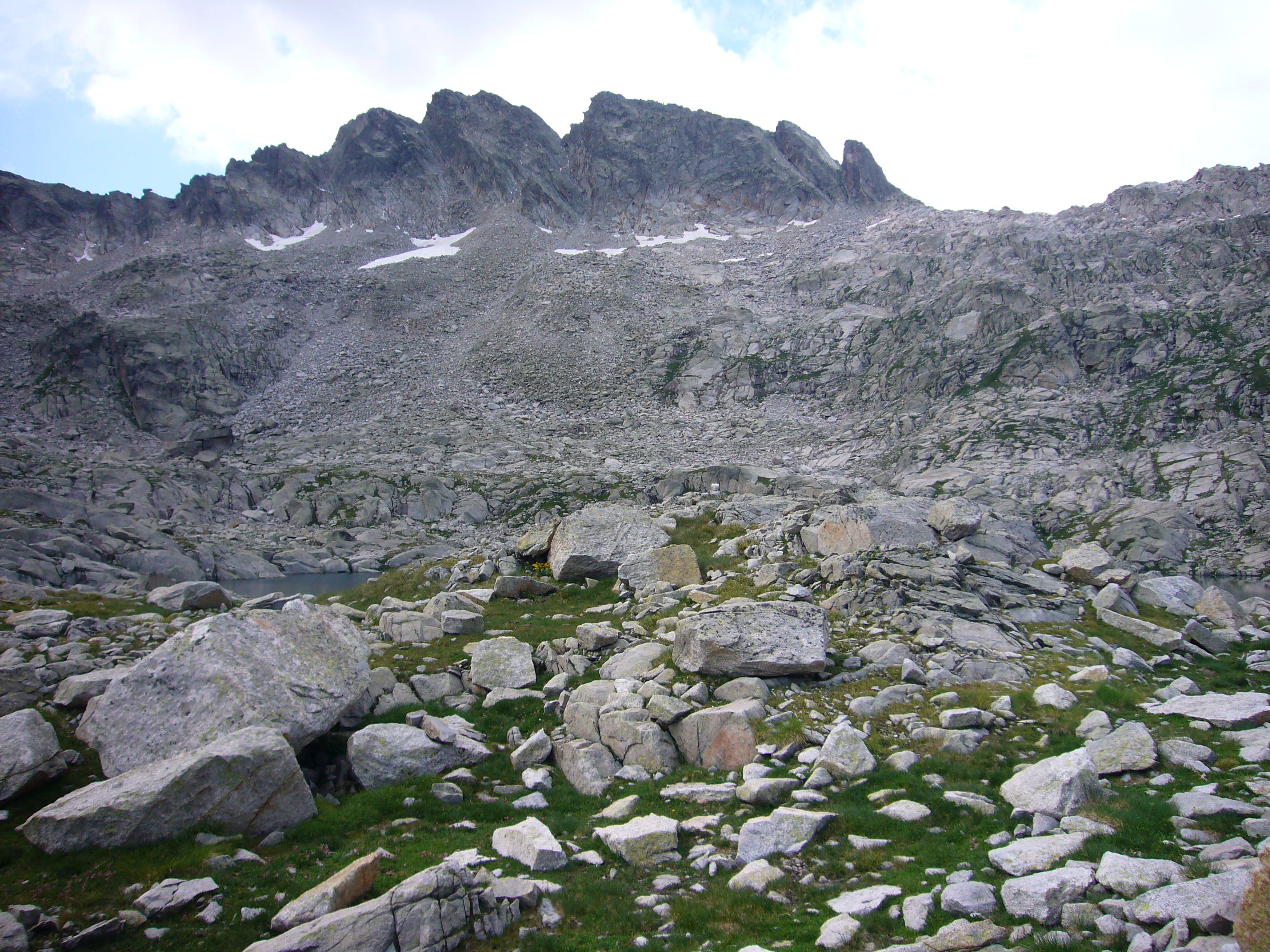
Gran Tuc de Colomers

### Cimas
De este a oeste, las cimas más importantes que forman el circo de Colomers son: 
De norte a sur
- Tuc o pico de Sendrosa (2492 m) y sierras de Sendrosa y Saboredo
- Tuc de Pishader (2538 m)
- Tuc Gran de Sendrosa (2706 m), donde empieza propiamente el circo glaciar. Desde aquí, una larga cresta que bordea los 2600 acaba en el collado de Ratera (2560 m), que comunica con el circo de Saboredo antes de ascender bruscamente hasta la siguiente cima.
- Tuc de Ratera (2861 m), que desciende ligeramente, hasta 2750 m y da lugar a una cresta que sigue hacia el sur por un lado y hacia el este por el otro para cerrar el circo de Saboredo, a oriente de Colomers
- Tuc de Bergús (2841 m), donde el circo empieza a cerrarse hacia el oeste

De este a oeste
- Gran Tuc de Colomers (2933,4 m), el pico más alto en el extremo meridional del circo; separa el Valle de Arán, al norte, y el valle de San Nicolau, que forma parte del Parque nacional de Aiguas Tortas y Lago de San Mauricio.
- Tuc de Pòdo (2.729 m) situado al norte de la cresta saliente desde la Agulha deth Gran Tuc de Colomers.
- Tuc Blanc (2879 m)

De sur a norte
- Creu de Colomers (2895 m)
- Port de Colomers (2600 m)
- Pic de la Tallada Llarga (2753 m)
- Tuc de Lluça, abriéndose hacia el oeste
- Tuc del Port de Caldes (2783 m), de nuevo hacia el norte
- Tuc del Cap del Port de Caldes (2671 m)
- Tuc de Ribereta (2675 m), donde acaba propiamente el circo, y sierra de Ribereta
- Tuc de Saslosses (2530 m). Con el anterior, separan el circo de Montardó del de Colomers.

### Lagos
Los lagos más importantes de la cincuentena que forman el circo de Colomers son, de este a oeste a este y de sur a norte en orden descendente:

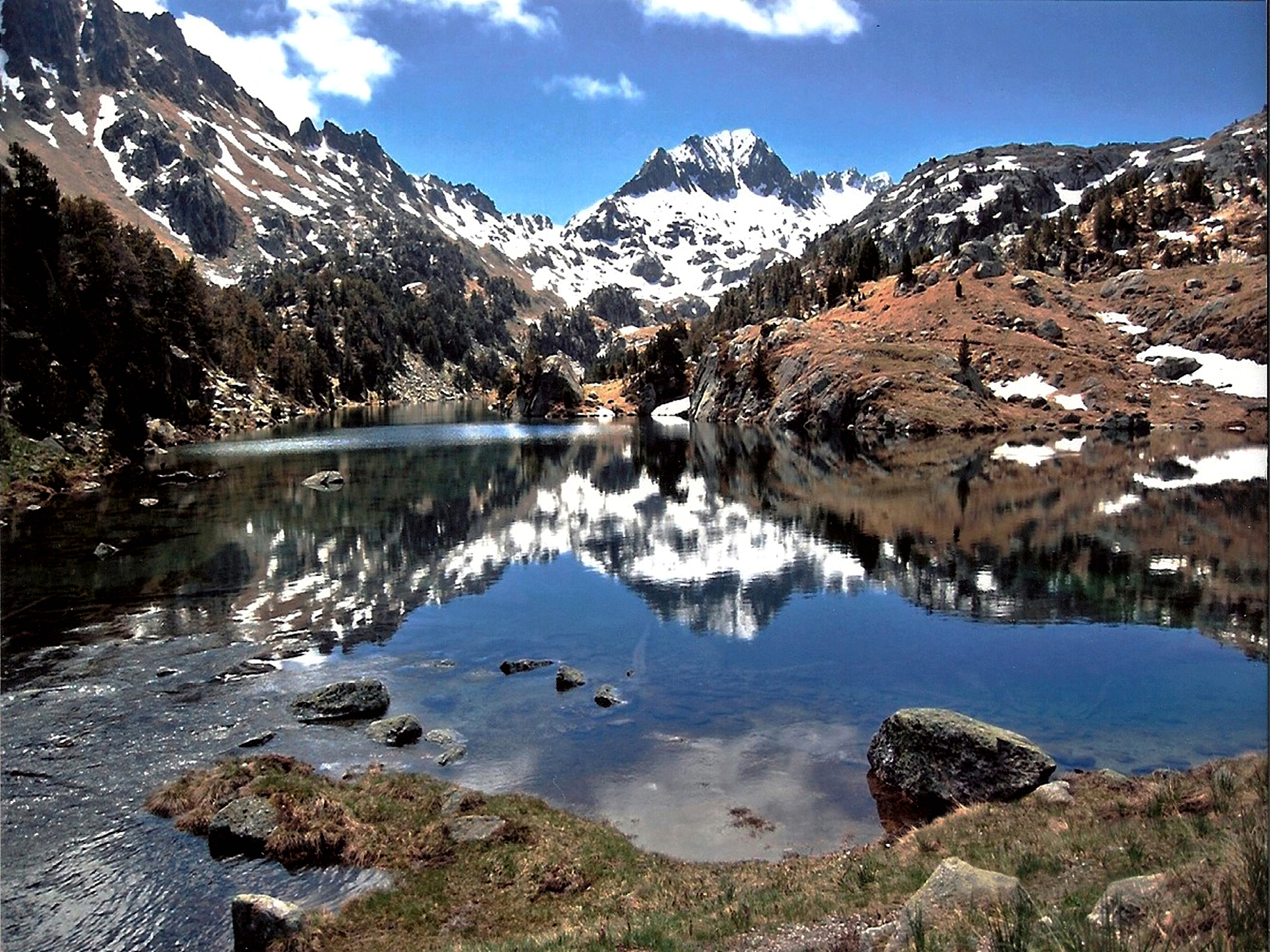
Estany Long de Colomers, con el Tuc de Ratera al fondo

- Estany del Cap de Colomers (2528 m y en torno a 3 ha), que desagua en el de Ratera de Colomers (2489 m y 7,4 hectáreas) y sigue hacia el de Ratera (2460 m), el Obago (2230 m), el Redon (2170), el Long de Colomers (2170 m) y el Clòto de Baish (2140 m). Desde aquí se abre un valle que desciende al Pla de la Lòssa, con los lagos del mismo nombre, y nace el río de Montanheta, que se une al Aiguamòg bajo el lago Mayor de Colomers.

- Este conjunto de lagos recibe asimismo las aguas de los lagos de Pòdo (2445 m y 5,4 hectáreas) destacando el Estanh de Pòdo (2455 m y 4 Ha) que nace bajo el Tuc de Pódo (2729 m) y desemboca en el Obago;[4] el Gargolhes (2300 m), que desemboca en el Redon por el oeste, Plan (2188 m y 4,6 hectáreas), también llamado Cabidornats (renacuajos en aranés), que desemboca en el Long por el oeste, y Manhera (2185), que desemboca en el Clòto de Naut (2140 m y 1,1 hectáreas) y este en el Clòto de Baix.

- Estanh Gelat de Colomers o Helado (2590 m, aprox, 3,6 ha), que recibe el agua de dos lagos más elevados, a 2713 y 2688 m de altitud y vierte sus aguas en un conjunto de lagos pequeños denominados Estanyets del Port, a 2390 m, que también reciben las aguas del lago del Port de Colomers (2414 m); este conjunto desemboca en el Garguilhs de Sus (2300 m y 1,7 ha) (Abismo de Arriba en aranés), también llamado Cabidornats,[5] y en los dos Garguilhs de Jos (2200 m) (Abismo de Abajo en aranés), que vierten en el lago Mayor de Colomers (Lac Major de Colomèrs, 2120 m y 15,4 ha), que está junto al refugio de Colomers,[6] por donde pasa la ruta Carros de Foc. Sus aguas dan lugar al nacimiento del río Aiguamòg, que recibe al río Montanheta en el Pla de la Lòssa.

- El Lago Mayor de Colomers[7] (40 m de profundidad), que está agrandado mediante una presa para regular el caudal que abastece el embalse de Aiguamoix y a su vez la central hidroeléctrica de Artíes, recibe por la izquierda las aguas del cercano lago o estany Mòrt (2210 m) y 2,5 ha, y el más lejano y pequeño Port de Caldes (2475 m).

- Más al oeste, bajo la sierra de Ribereta, que separa Colomers de Montardó, hay otro conjunto de lagos entre los que destacan el Estany de Ribereta de Naut (2350 m) y el de Ribereta de Baish (2270 m), y media decena de lagos más pequeños separados por una pequeña cresta de Colomers y que vierten sus aguas hacia el norte y el oeste en el río de Rencules, que procede del circo de Montardó y el lago de Saslòses, por lo que quedarían fuera del circo de Colomers.[8]

## Ecología
La máxima glaciación de esta zona del Pirineo se produjo hace 40.000 años. El paisaje actual es el resultado de la erosión de los glaciares sobre un macizo granítico centrado en el Gran Tuc de Colomers. El tipo de roca ha dado lugar a una serie escalonada de lagos de formas redondeadas separados por las morrenas que se fueron formando a lo largo de todo el periodo glaciar.
Al encontrarse por encima del límite del bosque, la vegetación está formada principalmente por rododendros (Rhododendron ferrugineum), y prados y herbazales húmedos. En los prados domina la festuca, (Festuca eskia, Festuca paniculata, Festuca airoides o Festuca yvesii) y prados de Carex curvula. En las zonas más bajas, en torno a 2000 m, hay pino negro (Pinus uncinata), rododendros, arándanos (Vaccinium myrtillus) y enebros (Juniperus communis). En primavera florecen los narcisos amarillos (Narcissus pseudonarcissus), seguidos del azafrán de otoño (Crocus serotinus), sobre todo en el prado de la Lòssa, la miosotis o nomeolvides (Myosotis alpina), al oeste del lago Mayor de Colomers, la genciana amarilla (Genciana lutea) y el cólquito (Colchicum montanum), que florece hasta en otoño.
En los terrenos rocosos se encuentran la siempreviva (Sempervivum montanum) y el liquen Rhizocarpon geographicum, que tapiza los muros de granito. Precisamente, debido a la naturaleza granítica de la cuenca, todos los lagos tienen concentraciones muy bajas de nutrientes, con aguas muy transparentes. Solo hay vegetación acuática en los lagos de menor altitud: Ranunculus aquatilis, Subularia aquatica, Isoetes lacustris, Isoetes echinospora, Myriophyllum alterniflorum y Nitella sp. En el lago Plan, Carex rostrata. En el de Clòto de Naut también hay Sparganium angustiflorum). El lago de Pòdo es uno de los pocos lagos eutróficos de los Pirineos, probablemente de forma natural.
En todos los lagos del circo de Colomers se han introducido truchas de río Salmo trutta y el barbo rojo Phoxinus phoxinus para poder explotarlos como pesca recreativa. Además de la trucha y el barbo, se encuentran salamandras (Salamandra salamandra), tritón del Pirineo (Calotriton asper), rana bermeja (Rana temporaria), sapo (Alytes obstetricans), lagarto y víbora. Entre los mamíferos se encuentran el rebeco o sarrio (Rupicapra pyrenaica), la marmota (Marmota marmota) y la ardilla (Sciurus vulgaris) en la zona de pinos. 
En la zona boscosa se encuentra el urogallo (Tetrao urogallus), y por todas partes el piquituerto común (Loxia curvirostra), el carbonero (Parus ater), el herrerillo (Lophophanes cristatus), el verderón (Carduelis citrinella) y los córvidos choca piquigualda (Pyrrhocorax graculus) y cuervo (Corvus corax). En las alturas se encuentra el buitre leonado (Gyps fulvus), el quebrantahuesos (Gypaetus barbatus) y el águila real (Aquila chrysaetos).
La calidad del agua es buena según la Directiva Marco del Agua y de la Xarxa Natura 2000. Todo el circo de Colomers se encuentra dentro del Parque nacional de Aiguas Tortas y Lago de San Mauricio.
La precipitación media recogida entre los años 1946 y 1966 en Colomers, a 2170 m de altitud, es de 1620 mm, aunque estos datos pueden ir cambiando a lo largo de los decenios, especialmente a causa del cambio climático en curso. En esta región, las precipitaciones se incrementan con la altitud, por ejemplo, en Artíes, es de 1138 mm.